# ذا باتل فور ويسنوث
المعركة لأجل ويسنوث (بالإنجليزية: The Battle for Wesnoth)‏ هي لعبة استراتيجية تناوب الأدوار حرة مفتوحة المصدر صدرت تحت رخصة جنو العمومية صممها دافيد وايت عام 2003.

## وصلات خارجية
- ذا باتل فور ويسنوث على موقع Free Software Directory (الإنجليزية)
- ذا باتل فور ويسنوث على موقع Framasoft (الفرنسية)
- ذا باتل فور ويسنوث على موقع SourceForge (الإنجليزية)

- الموقع الرسمي للعبة